# Le Moulin de Mougins
Le Moulin de Mougins ist ein Restaurant in Mougins, das 37 Jahre vom Guide Michelin ausgezeichnet wurde, ab 1974 mit drei Sternen.

## Geschichte
1969 eröffnete Roger Vergé das Restaurant in einer ehemaligen Mühle. 1970 wurde es mit einem Michelinstern ausgezeichnet, 1972 mit dem zweiten und 1974 mit dem dritten Stern.
2003 verkaufte Vergé an Alain Llorca, der vorher im Restaurant Negresco in Nizza gekocht hatte. 2009 wurde Sébastien Chambru Küchenchef, der das Restaurant 2013 schloss.

## Rezeption
1980 berichtete Wolfram Siebeck in Kulinarische Notizen ausführlich über das Restaurant.